# Bazylika Santa Maria Maggiore w Bergamo
Bazylika Santa Maria Maggiore w Bergamo – kościół, który znajduje się w Bergamo przy Piazza del Duomo. Świątynia została zbudowana w drugiej połowie XII w. Wystrój zewnętrzny zachowuje oryginalne kształty architektoniczne lombardzkiego stylu romańskiego, natomiast wnętrze posiada charakterystyczne cechy baroku.

## Historia

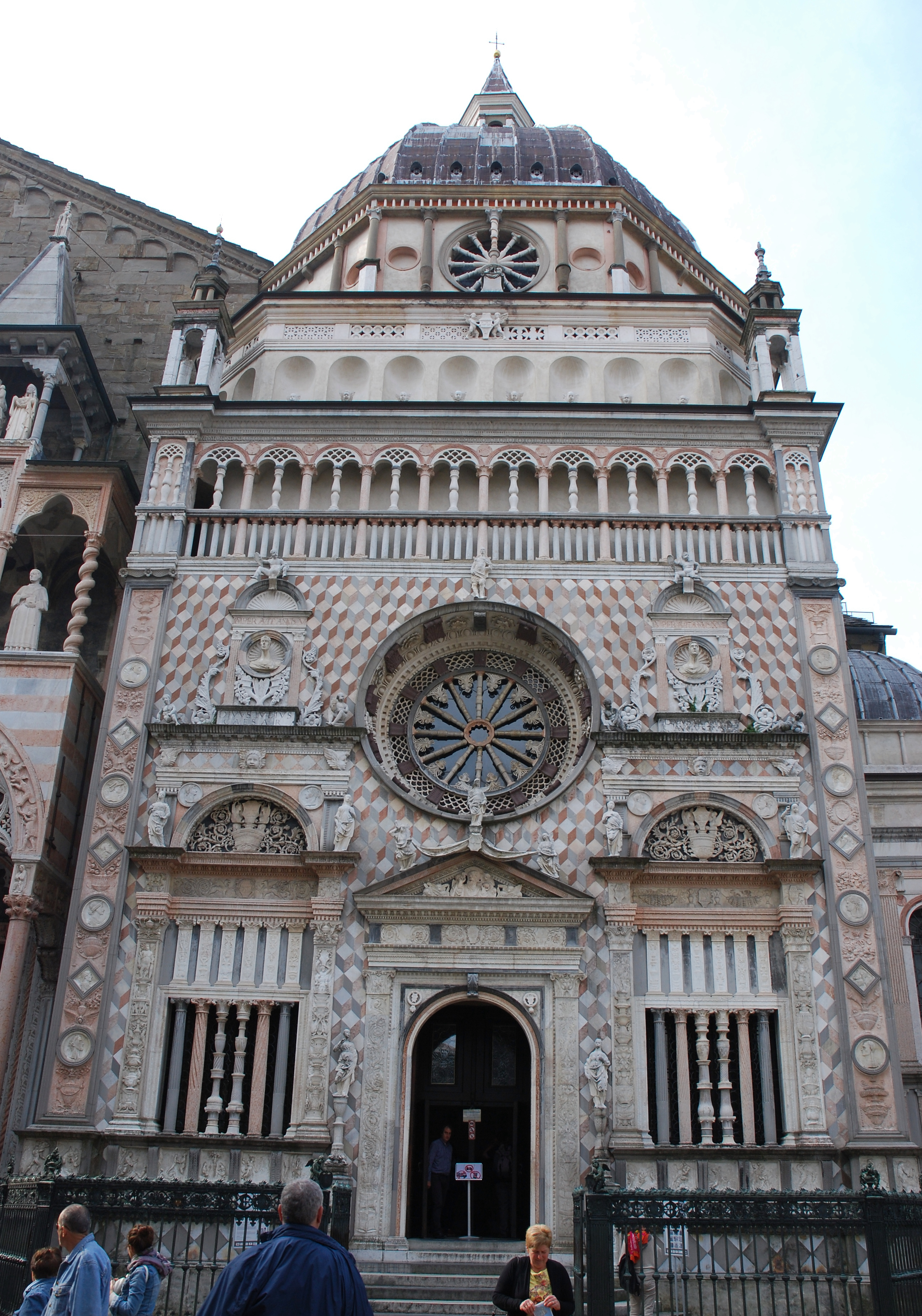
Capella Colleoni

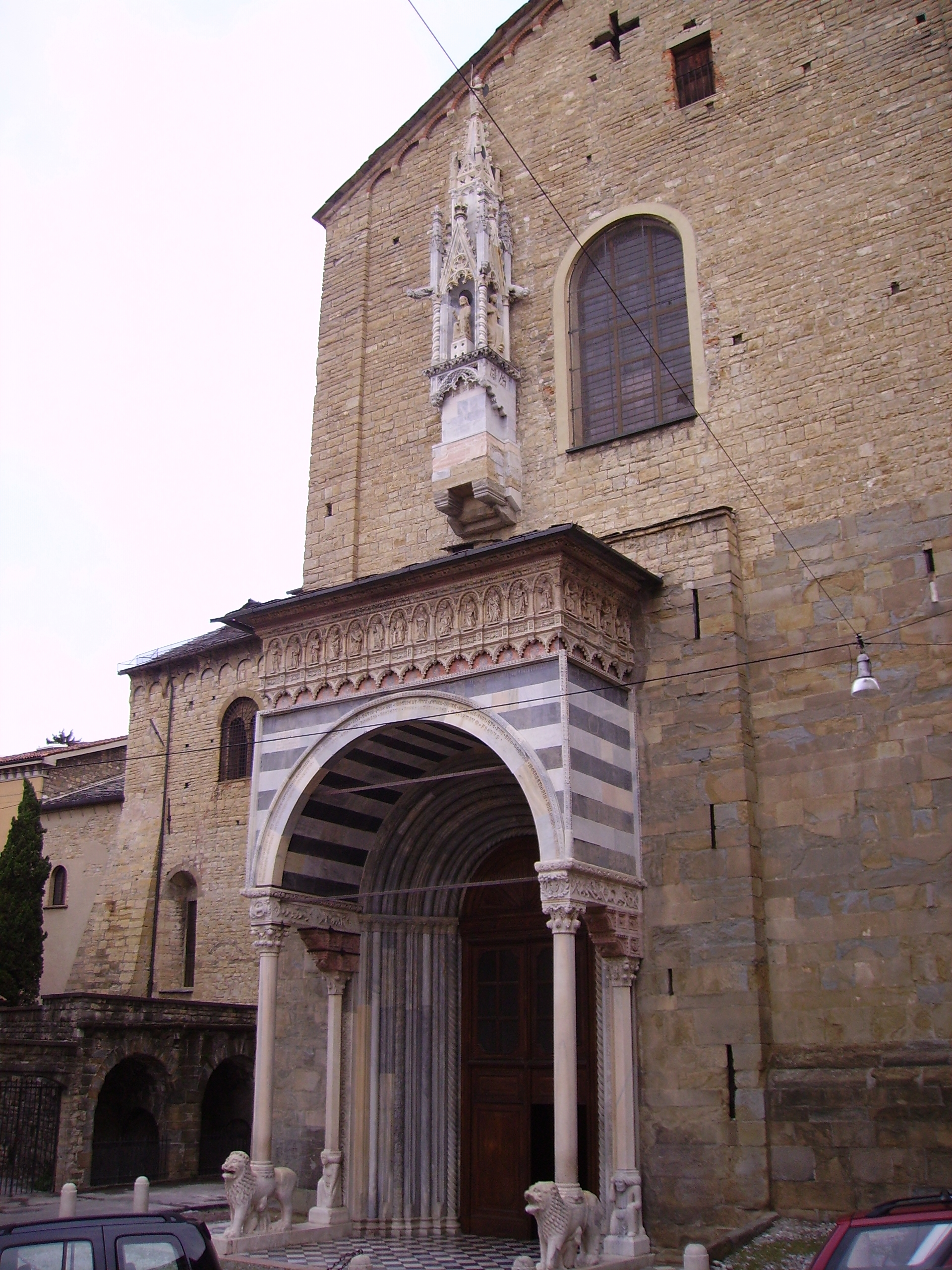
Portal Białych Lwów

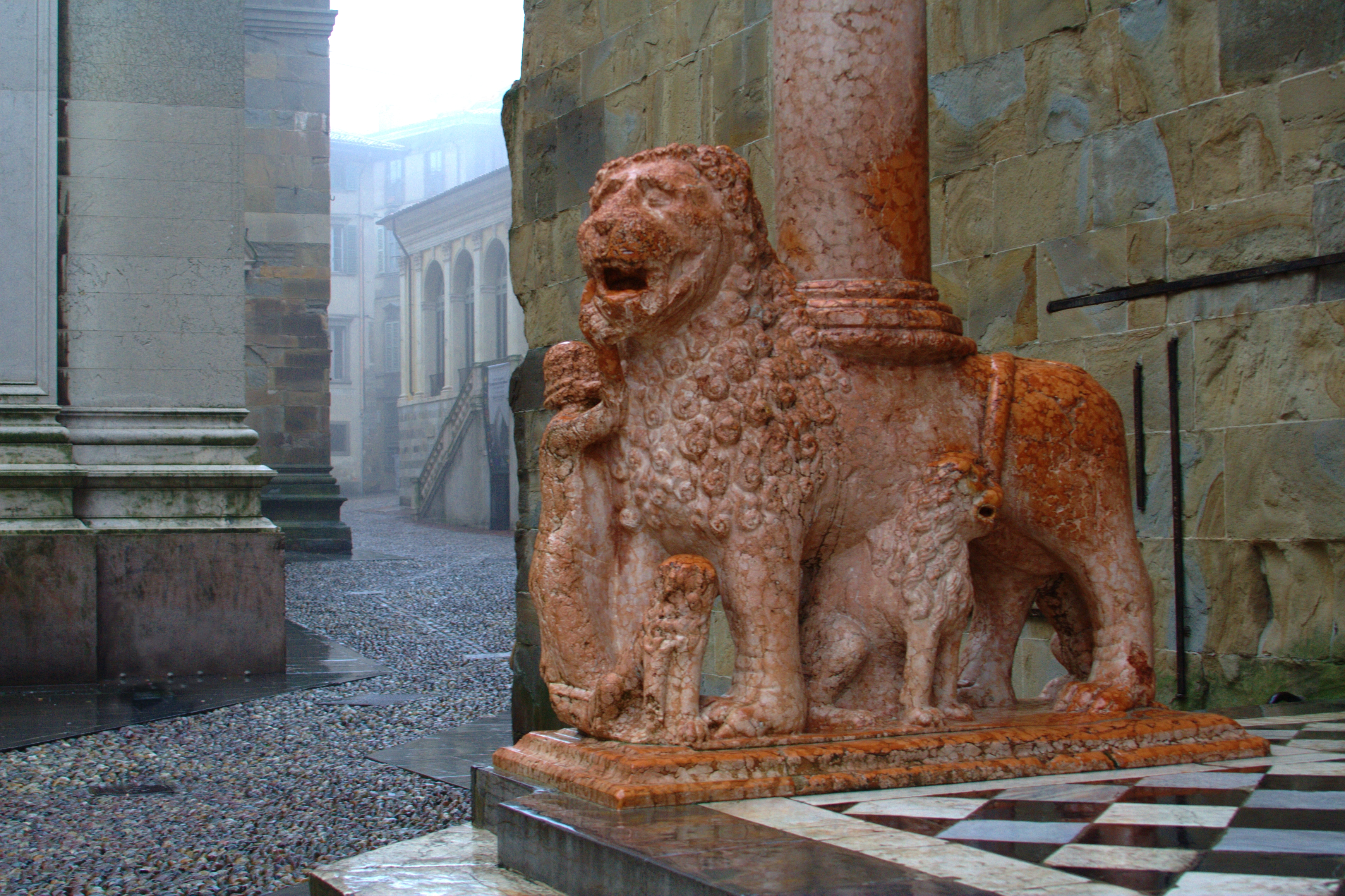
Jeden z czerwonych lwów podtrzymujący kolumnę

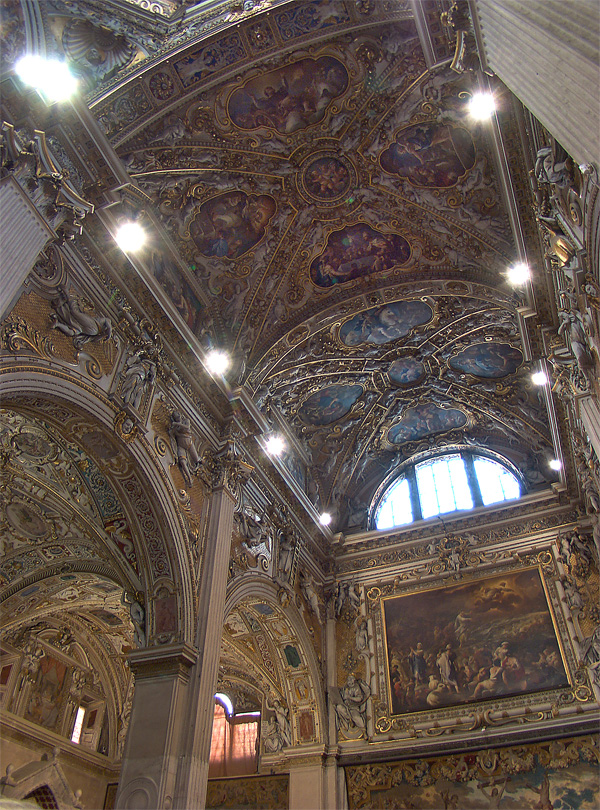
Barokowe wnętrze bazyliki

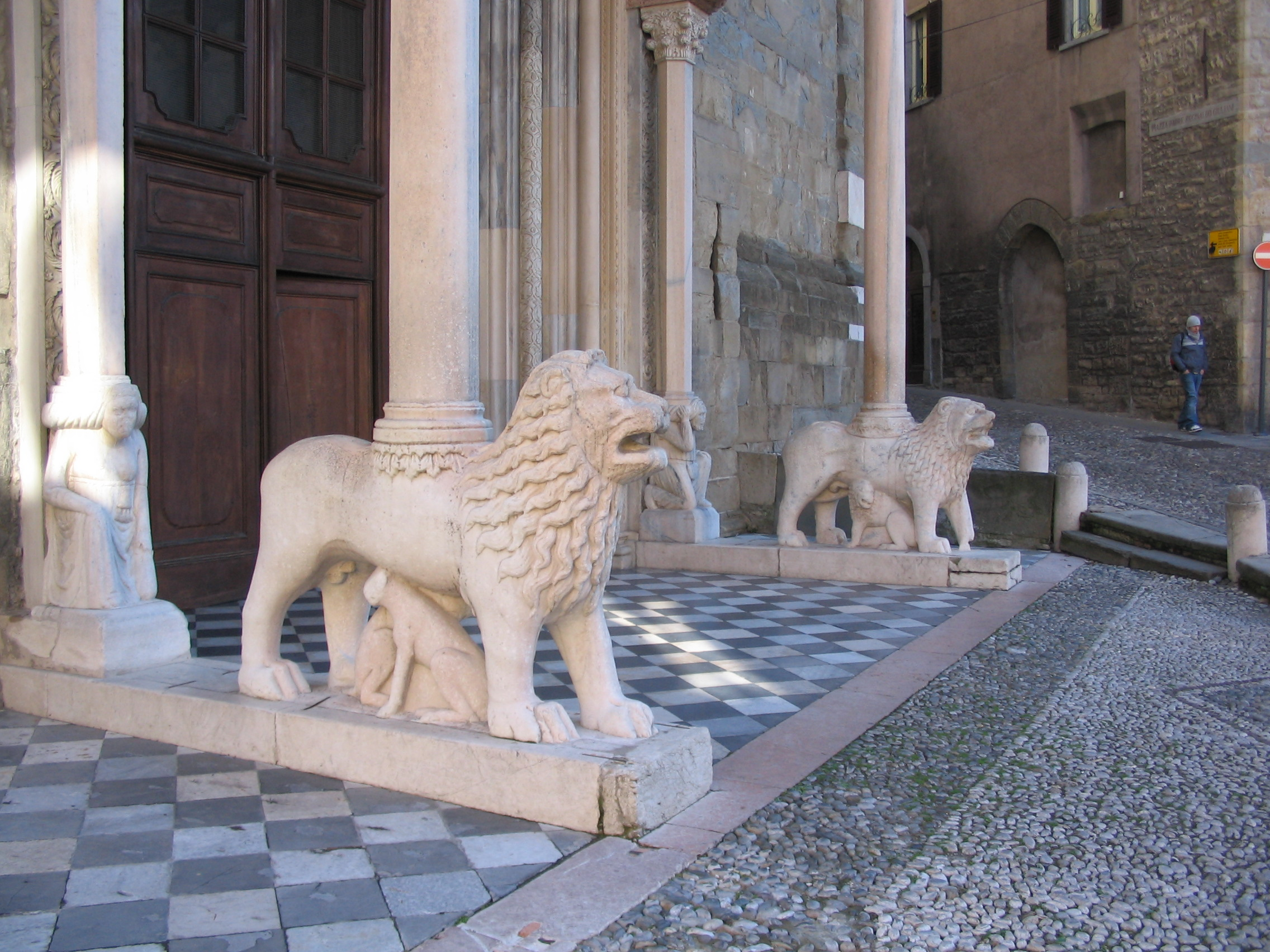
Białe lwy w południowym portalu

Według ludowej tradycji, częściowo potwierdzonej źródłami pisanymi, kościół został wybudowany w celu dopełnienia ślubu złożonego Matce Bożej przez mieszkańców Bergamo, proszących ją o uchronienie miasta od suszy, głodu i dżumy, które nawiedziły okolicę w 1133. W 1135 postanowiono wybudować świątynię jako wotum wdzięczności. 15 sierpnia 1137 biskup Bergamo, Grzegorz, poświęcił kamień węgielny. Napis umieszczony nad portalem południowym, zwanym Portalem Białych Lwów, wskazuje, iż kościół został wzniesiony w 1137. W 1187 ukończone było prezbiterium i absydy po wschodniej stronie transeptu. 
Projekt zakładał, że świątynia zostanie zbudowana na planie krzyża greckiego z pięcioma absydami – jedną centralną i czterema w transepcie. Do dziś zachowały się właściwie tylko dwie: centralna i południowo-zachodnia. Północno-zachodnia została zburzona w 1472 z rozkazu Bartolomeo Colleoniego, aby zrobić miejsce na mauzoleum władcy i jego rodziny, inną zburzono w 1485, aby zbudować zakrystię, a kolejną rozebrano, aby w latach 1436–1459 wznieść dzwonnicę - dzieło Bertolasio Moroni di Albino. 
Prace budowlane opóźniły się i ok. 1200 zostały zawieszone z powodu trudności finansowych. Zostały jednak ukończone ślepa fasada i atrium. W XIV i XV w. prace zostały wznowione. Zbudowano również baptysterium (1340) i trzy wysunięte portyki (1353, 1360, 1366) autorstwa Giovanniego da Campione.
23 czerwca 1449 Senat i Wysoka Rada (Maggior Consiglio) Bergamo powierzyły opiekę nad świątynią bractwu zwanemu Consorzio della Misericordia Maggiore. Była to sodalicja utworzona w 1265 przez Pinamonte da Brembate w celu zachowania i wzbogacenia dziedzictwa artystycznego bazyliki.
W 1521 zbudowano portal południowo-zachodni, zwany della Fontana (Fontanny).
Wnętrze bazyliki zostało przebudowane w XVII w. przez Francesco Rachiniego, Giovanniego Sala i Giovanniego Barberiniego. W tym samym okresie zmieniono również wystrój kopuły.

## Wygląd zewnętrzny
Bazylika charakteryzuje się brakiem głównego wejścia i fasady, gdyż ta jest ślepa, ponieważ stanowiła jedną całość z dawnym pałacem biskupim. Wszystkie cztery istniejące wejścia są 
wejściami bocznymi. Na Piazza del Duomo wychodzi Portal Czerwonych Lwów z portykiem autorstwa Giovanniego da Campione. Na lewo od niej znajduje się wejście podrzędne. Między tymi wejściami wyryte są na murze dawne miary używane w Bergamo przez kupców i tkaczy: Capitium Comunis Pergami (2,63 m) i Brachium (53,1 cm). Na prawo od wejścia znajduje się Cappella Colleoni ze schodami okolonymi ogrodzeniem z kutego żelaza. Jeszcze bardziej na prawo, w głębi placu, oddzielone od bazyliki stoi baptysterium.
Od południa na Piazza Rosate wychodzi Portal Białych Lwów, a na lewo od niej Portal Fontanny autorstwa Pietro Isabello.

### Portal Czerwonych Lwów
Jest to północny portal bazyliki, który wychodzi z lewej strony transeptu na Piazza del Duomo. 
Zwieńczony jest małym portykiem (wł. protiro) autorstwa Giovanniego da Campione, datowanym na 1353, podtrzymywanym przez kolumny wsparte na dwóch stojących lwach z czerwonego marmuru werońskiego. Lwy otoczone są figurami ludzi i zwierząt. Nad portykiem góruje trójarkadowa loggia z trójlistnymi łukami, w której po bokach znajdują się figury św. Barnaby, św. Wincentego, a w centrum konna rzeźba św. Aleksandra.
Jeszcze wyżej widoczna jest Matka Boża z Dzieciątkiem, której towarzyszą św. Esteria i św. Grata. Element ten jest dodatkiem datowanym na 1396.

### Portal Białych Lwów
Jest to południowy portal bazyliki, który wychodzi z prawej strony transeptu na Piazza Rosate. Zwieńczony jest małym portykiem autorstwa Giovanniego da Campione, wykonanym w 1360. Portyk podtrzymywany jest przez dwa rzędy kolumn (po dwie w każdym). Zewnętrzne wsparte są na dwóch stojących lwach z białego marmuru, a wewnętrzne podtrzymywane są – jedna przez postać kobiety, druga mężczyzny.
Portyk zwieńczony jest płaskorzeźbą wyobrażającą Chrystusa otoczonego przez 12 apostołów w części przedniej, a z boków – świętych i mistrzów murarskich. W lunecie znajduje się płaskorzeźba przedstawiająca narodzenie św. Jana Chrzciciela. Całość wieńczy wiszący edykuł w stylu gotyckim, datowany na 1400–1403, którego autorem jest Anex de Alemania.

## Wnętrze

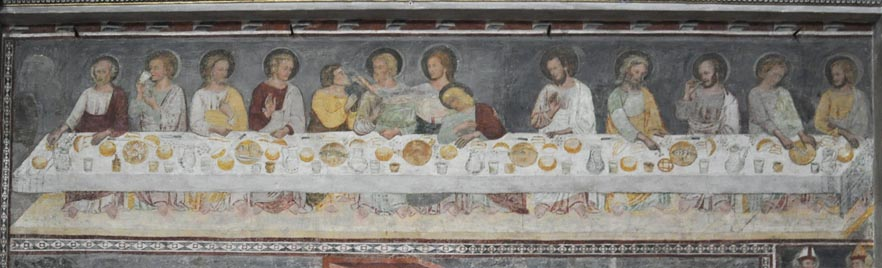
Czternastowieczny fresk - Ostatnia Wieczerza

Wnętrze świątyni zachowuje oryginalny układ romański na planie krzyża greckiego z trzema nawami oddzielonymi od siebie filarami. Wystrój jest jednak barokowy. Został on wykonany w XVII w., a autorami byli Giovanni Angelo Sala i jego syn Gerolamo.
Ściany i filary ozdobione są arrasami. Niektóre z nich wykonano we Florencji (1583–1586 na podstawie rysunków Alessandra Alloriego, inne zaś w Niderlandach (XVI-XVII w.). Nad arrasem przedstawiającym Ukrzyżowanie, wykonanym w Antwerpii, w 1698 na podstawie rysunków Ludwiga van Schoor, znajduje się malowidło Przejście przez Morze Czerwone (1681), którego autorem jest Luca Giordano.
Wewnątrz znajdziemy również nagrobek kardynała Guglielmo Longhi wykonany przez Ugo da Campione w latach 1319–1320, a także monument poświęcony Gaetano Donizettiemu, wyrzeźbiony przez Vincenzo Vela w 1855 oraz inny, poświęcony Johannowi Mayr, z 1852, który jest dziełem Innocenzo Fraccaroliego.
Uwagę zwraca również drewniany, barokowy konfesjonał z 1704. Jego wykonawcą jest Andrea Fantoni. Warto też zwrócić uwagę na wiszący nad balustradą prezbiterium krucyfiks z XIV w.
W samym prezbiterium znajduje się sześć kandelabrów z brązu, wykonanych w 1597. Charakterystyczne są także drewniane stalle oraz intarsje balustrady ołtarzowej, tworzącej swoisty ikonostas, wykonane na podstawie projektu Lorenzo Lotto przez Giovan Francesco Capoferriego i Giovanniego Belli, w latach 1522–1555, przedstawiające sceny biblijne (Przejście przez Morze Czerwone, Potop, Judyta i Holofernes, Dawid i Goliat).
W transepcie, od strony północnego wejścia widoczne są oryginalne freski z XIV w., przedstawiające Historie z życia św. Eligiusza oraz Ostatnią Wieczerzę. Nad freskami góruje obraz w ciężkiej ramie zatytułowany Mojżesz i cudowna woda z 1670, którego autorem jest Antonio Zanchi.